# Bent Jensen (erhvervsmand)
 For alternative betydninger, se Bent Jensen. (Se også artikler, som begynder med Bent Jensen)
Bent Jensen (født 1951/1952) er en dansk milliardær og erhvervsmand, der er ejer og direktør for Linak. Med en formue på over 1 mia. USD er han blandt Danmarks rigeste personer.

## Opvækst og karriere
Jensen blev uddannet maskiningeniør fra Syddansk Universitet. Jensens farfar, Christian Jensen, grundlagde virksomheden Linak under navnet Christian Jensen Maskinbygge i Nordborg på Als i 1907.
Jensen overtog driften med firmaet fra sin far i 1976, hvor de kun havde syv ansatte. I 1979 begyndte han at fremstille lineære aktuatorer, der er blevet firmaets primære produkt.
I 1984 blev firmaet omdøbt til Linak.

## Privatliv
Jensen bor i Fredericia.